# Across the Galaxy
Across the galaxy – pierwszy album niemieckiego zespołu Grailknights. Charakteryzuje się on mieszanką gatunkową np. Armoured Strength jest typowo death metalową piosenką, a Grails High to mieszanka epic metalu z viking metalem.

## Skład zespołu
- Mac Death - gitara basowa, wokal,
- Sir Optimus Prime - gitara, wokal,
- Lord Lightbringer - gitara, wokal,
- Duke of Drumington - perkusja

## Lista piosenek
1. Across The Galaxy -  2:46
2. A Grailknight's Heart -  6:33
3. Armoured Strength -  5:00
4. Sanity Fades -  6:55
5. Resist -  5:41
6. Dice With Death  - 4:50
7. Guardian Angel -  5:41
8. Gods' Force - 4:53
9. Regicide -  3:21
10. Engraved On A Tree Trunk -  3:24
11. Grails High  - 5:32